# Melomys fraterculus
Melomys fraterculus је врста глодара из породице мишева (лат. Muridae). 

## Распрострањење
Индонезија је једино познато природно станиште врсте.

## Станиште
Врста Melomys fraterculus има станиште на копну.

## Угроженост
Ова врста је крајње угрожена и у великој опасности од изумирања.

### Популациони тренд
Популација ове врсте се смањује, судећи по расположивим подацима.

## Спољашња веза
Медији везани за чланак Melomys fraterculus на Викимедијиној остави